# شرائح (تصميم واجهة)

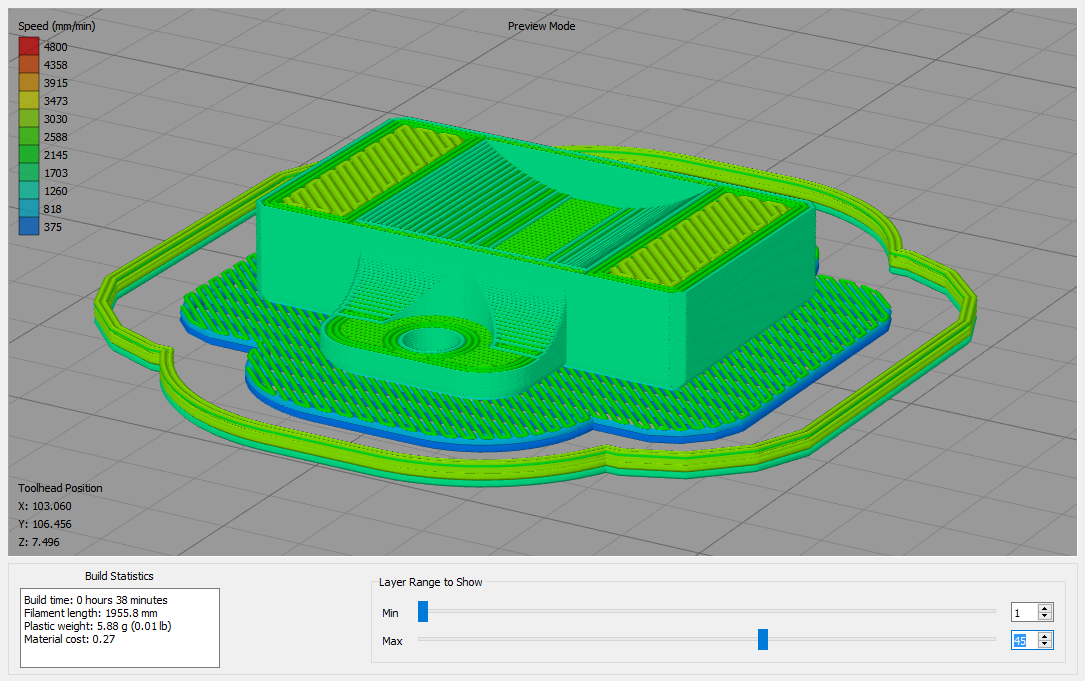
معاينة القطاعة لنموذج ثلاثي الأبعاد يتم إعداده للطباعة

الشرائح (في مجالات توظيف مهارات تصميم واجهة): عملية تقسيم تخطيط واجهة المستخدم ذات البعد الثنائي ذو الفنون البصرية إلى ملفات صور متعددة (ذات أصول رقمية) لواجهة مستخدم رسومية لاستخدامها في الصفحات الإلكترونية. فإنها عادة جزء من عملية تطوير جانب العميل لإنشاء صفحة ويب و/ أو موقع ويب، وتستخدم أيضاً في عملية تصميم واجهة المستخدم لتطوير برمجيات وتطوير ألعاب الفيديو.
وهذه العملية تتضمن تجزئة الفن البصري إما إلى صيغة لملف صورة ذو طبقة واحدة أو طبقات متعددة لصيغة الملف الأصلي لبرمجيات الفن الغرافيكي لتستخدم في التقسيم. حالما تقسم يمكن أن يحفظها الفرد كملفات صور منفصلة، عادة كصيغ جي آي إف، جيه بيه إيه جي، بي إن جي، وتكون الأشكال إما ذات المعالجة بالدفعات أو تكون معالجة في وقت واحد. ملفات الصور ذات الطبقات المتعددة يمكن أن تتضمن على إصدارات متعددة أو أشكال لنفس الصورة، وغالباً ما تستخدم للرسوم المتحركة أو الأدوات.

## الاستخدام العملي
تستخدم الشرائح أو التقسيم في كثير من الحالات وذلك حين يكون تصميم الجرافيك يجب تطبيقه كمحتوى تفاعلي. ومن ثم فإن هذه مهارة هامة جداً وتمتلكها مجموعة «الواجهة الأمامية» للمطورين المتخصصين في تطوير واجهة المستخدم.
ويمكن أن تنتج الشرائح وتستخدم بطرق مختلفة ومتنوعة. قبل تصميم صفحات الإنترنت بدون استخدام جداول HTML فإن صور الشرائح كانت ترفق مع جداول الHTML على وجه التحديد.تتضمن صفحات الويب الحديثة استخدام واسع صفحات الطرز المتراصة (CSS) والدلالات الترميزية. ويمكن أن تستخدم الجداول من أجل التوافق مع ندرة متصفحات الويب القديمة العاجزة عن معالجة الترميز تصميم صفحات الإنترنت بدون استخدام جداول HTML الحديثة بدقة.
الشرائح تستخدم الصور النقطية.أما بالنسبة للرسوميات المتجهية عادة ما تُعالج بواسطة تطبيقات مشغل وسائط مساعدة والواردة في تنسيقات الملفات المتعددة الأصلية مثل X3D، إس دبليو إف، رسوميات متجهية متغيرة أو ملفات نسق المستندات المنقولة.

## الفوائد
إن التقسيم هو جعل صورة واحدة كبيرة في شرائح من صور الأصغر حجما وعديدة، مما يقلل من «ثقل الصفحة» أو من وقت تحميل. ومن الطرق المتقدمة من التقسيم ويمكن أن تستخدم لزيادة ضغط البيانات المطلوبة لتحميل وعرض صفحة الويب على جهاز الكمبيوتر الخاص بالمستخدم بشكل صحيح. وهذه التقنيات مثل تكرار الصور الخلفية يعني أن صورة صغيرة واحدة يمكن تحميلها مرة واحدة فقط من خادم الويب ومن ثم يكون تعليمات (عن طريق CSS) لتكرارها بواسطة اللغة الترميزية، وتحويل العمل من خادم الويب على الكمبيوتر العميل. وأداء بعض المسائل يمكن أن يرتفع، ولكن مع تكنولوجيا اليوم ومع تحول الاتجاهات في تصميم مواقع الإنترنت إلى مواقع وسائل الإعلام الغنية التي عادة ما تتطلب اتصال النطاق الترددي عالية وأحدث أجهزة الحوسبة.

## الأدوات
بعض البرامج الصناعية تقدم إمكانية التقسيم الأوتوماتيكي مباشرة إلى جداول باستخدام وظائف مبينية. هذه هي مبينة أدناه :
- أدوبي إيمج ريدي (لذوي الاحتياجات الخاصة بعد CS2، وظيفة من ImageReady استدار إلى CS3)
- أدوبي فوتوشوب
- أدوبي فايروركس (متوفر في CS3)
- برنامج جنو لمعالجة الصور
- كوريل بينت شوب برو

## البدائل
هناك طريقة بديلة والتي استبدلت تقسيم الصور وهي تجزئة الصور إلى جينات.

## وصلات خارجية
- alistapart.com article on CSS Sprites compared to slices
- Things To Remember, While Coding A Website, To Make It Search Engine Friendly